# Gwangju Open 2023 - Doppio
Nicolás Barrientos e Miguel Ángel Reyes Varela erano i detentori del titolo ma hanno scelto di non partecipare.
In finale Evan King e Reese Stalder hanno sconfitto Andrew Harris e John-Patrick Smith con il punteggio di 6–4, 6–2.

## Teste di serie
1. Andrew Harris /  John-Patrick Smith (finale)
2. Evan King /  Reese Stalder (campioni)

1. Anirudh Chandrasekar /  Vijay Sundar Prashanth (semifinale)
2. Luke Saville /  Tristan Schoolkate (ritirati)

## Wildcard
1. Choe Jae-sung /  Park Ui-sung (primo turno)

1. Lee Tae-woo /  Sim Seong-bin (primo turno)

## Alternate
1. Ajeet Rai /  Bu Yunchaokete (primo turno)

## Tabellone

### Legenda
| - Q = Qualificato - WC = Wild card - LL = Lucky loser | - ALT = Alternate - SE = Special Exempt - PR = Protected Ranking | - w/o = Walkover - r = Ritirato - d = Squalificato |

|  | Primo turno | Primo turno                 | Primo turno                 | Primo turno | Primo turno |  |  | Quarti di finale | Quarti di finale            | Quarti di finale     | Quarti di finale | Quarti di finale |   |     | Semifinali | Semifinali                       | Semifinali                       | Semifinali              | Semifinali              |   |   | Finale | Finale | Finale | Finale | Finale |  |
|  |             |                             |                             |             |             |  |  |                  |                             |                      |                  |                  |   |     |            |                                  |                                  |                         |                         |   |   |        |        |        |        |        |  |
|  | 1           | A Harris J-P Smith          | 6                           | 65          | [11]        |  |  |                  |                             |                      |                  |                  |   |     |            |                                  |                                  |                         |                         |   |   |        |        |        |        |        |  |
|  |             | S Shimabukuro K Uchida      | 3                           | 7           | [9]         |  |  | 1                | A Harris J-P Smith          | A Harris J-P Smith   | 7                | 5                |   |     |            |                                  |                                  |                         |                         |   |   |        |        |        |        |        |  |
|  |             | E Gómez B Holt              | E Gómez B Holt              | 2           | 3           |  |  |                  | T Matsui K Uesugi           | T Matsui K Uesugi    | 6                | 4                |   |     |            |                                  |                                  |                         |                         |   |   |        |        |        |        |        |  |
|  |             | T Matsui K Uesugi           | T Matsui K Uesugi           | 6           | 6           |  |  |                  |                             |                      |                  |                  |   |     | 1          | A Harris J-P Smith               | 6                                | 65                      | [10]                    |   |   |        |        |        |        |        |  |
|  | Alt         | A Rai Y Bu                  | A Rai Y Bu                  | 63          | 5           |  |  |                  |                             |                      | A Kadhe J-s Nam  | 4                | 7 | [7] |            |                                  |                                  |                         |                         |   |   |        |        |        |        |        |  |
|  |             | R Gonzales Y Shimizu        | R Gonzales Y Shimizu        | 7           | 7           |  |  |                  | R Gonzales Y Shimizu        | R Gonzales Y Shimizu | 0                | 1                |   |     |            |                                  |                                  |                         |                         |   |   |        |        |        |        |        |  |
|  | WC          | J-s Choe U-s Park           | J-s Choe U-s Park           | 4           | 2           |  |  |                  | A Kadhe J-s Nam             | A Kadhe J-s Nam      | 6                | 6                |   |     |            |                                  |                                  |                         |                         |   |   |        |        |        |        |        |  |
|  |             | A Kadhe J-s Nam             | A Kadhe J-s Nam             | 6           | 6           |  |  |                  |                             |                      |                  |                  |   |     | 1          | Andrew Harris John-Patrick Smith | Andrew Harris John-Patrick Smith | 4                       | 2                       |   |   |        |        |        |        |        |  |
|  |             | Y-h Hsu T-l Wu              | Y-h Hsu T-l Wu              | 6           | 6           |  |  |                  |                             |                      |                  |                  |   |     |            |                                  | 2                                | Evan King Reese Stalder | Evan King Reese Stalder | 6 | 6 |        |        |        |        |        |  |
|  | WC          | T-w Lee S-b Sim             | T-w Lee S-b Sim             | 3           | 4           |  |  |                  | Y-h Hsu T-l Wu              | 7                    | 5                | [4]              |   |     |            |                                  |                                  |                         |                         |   |   |        |        |        |        |        |  |
|  |             | A Çelikbilek C İlkel        | A Çelikbilek C İlkel        | 5           | 4           |  |  | 3                | A Chandrasekar VS Prashanth | 5                    | 7                | [10]             |   |     |            |                                  |                                  |                         |                         |   |   |        |        |        |        |        |  |
|  | 3           | A Chandrasekar VS Prashanth | A Chandrasekar VS Prashanth | 7           | 6           |  |  |                  |                             |                      |                  |                  |   |     | 3          | A Chandrasekar VS Prashanth      | A Chandrasekar VS Prashanth      | 4                       | 3                       |   |   |        |        |        |        |        |  |
|  |             | D Kelly M Purcell           | D Kelly M Purcell           | 6           | 7           |  |  |                  |                             | 2                    | E King R Stalder | E King R Stalder | 6 | 6   |            |                                  |                                  |                         |                         |   |   |        |        |        |        |        |  |
|  |             | R Hijikata L Tu             | R Hijikata L Tu             | 2           | 5           |  |  |                  | D Kelly M Purcell           | 3                    | 6                | [6]              |   |     |            |                                  |                                  |                         |                         |   |   |        |        |        |        |        |  |
|  |             | G Diallo A Vukic            | G Diallo A Vukic            | 4           | 4           |  |  | 2                | E King R Stalder            | 6                    | 3                | [10]             |   |     |            |                                  |                                  |                         |                         |   |   |        |        |        |        |        |  |
|  | 2           | E King R Stalder            | E King R Stalder            | 6           | 6           |  |  |                  |                             |                      |                  |                  |   |     |            |                                  |                                  |                         |                         |   |   |        |        |        |        |        |  |